# Rorret
Rorret è un film del 1987 diretto da Fulvio Wetzl.
La pellicola è stata presentata al Festival internazionale del cinema di Berlino nella sezione Forum.

## Trama
Joseph Rorret è il taciturno proprietario del Peepin' Tom, una sala cinematografica ricavata nella cripta di una chiesa. Rorret ha adattato ad appartamento il palcoscenico dietro lo schermo, e, da quella postazione, può vedere i film proiettati al contrario. Il suo cognome è la parola Terror all'inverso. Un giorno Rorret decide di aprire il cinema al pubblico. Al Peepin' Tom saranno proiettati solo film del terrore. Sin dal primo giorno Rorret, appostato tra i tendaggi del palcoscenico, a fianco dello schermo, spia con il binocolo il suo pubblico, soprattutto le donne, e tra queste sceglie chi, secondo un suo criterio, reagisce meglio alle scene di paura. Fuori dal cinema le insegue, cerca di carpire informazioni su di loro e poi le invita. I luoghi dove porta le sue 'conquiste', sono quelli deputati alla paura, come le attrazioni del Luna Park, le montagne russe, il tunnel del terrore. Rorret, ispirandosi ai film che proietta nel suo cinema, vuol fare rivivere alle sue vittime il percorso traumatico di paura che probabilmente è all'origine del suo stato. Rorret è infatti uno psicopatico serial-killer. La sua prima vittima è Sheila, una normale segretaria d'azienda. La seconda è Barbara, una pittrice attratta dall'universo della paura ricostruita nel cinema. La terza è Cecilia, un'attrice di teatro che vive troppo intensamente l'immedesimazione teatrale. In un finale spiazzante, Rorret troverà in lei una per lui fatale 'anima gemella'.

## Riconoscimenti
- 1988 - Annecy cinéma italien
  - Prix CICAE
- 1988 - Festival internazionale del cinema di Salerno
  - Premio per la migliore opera prima
  - Premio per la miglior interpretazione maschile a Lou Castel